# Bogo (Puente Nuevo)
Bogo (llamada oficialmente San Pedro de Bogo) es una parroquia y una aldea española del municipio de Puente Nuevo, en la provincia de Lugo, Galicia.

## Organización territorial
La parroquia está formada por nueve entidades de población:

### Entidades de población
Entidades de población que forman parte de la parroquia:
- Barreiros
- Bogo
- Machuco (O Machuco)
- Muiñou
- Sanxés
- Teixedais (Os Teixedais)
- Villarxuane (Vilarxuane)
- Villarxubin (Vilarxuvín)

### Despoblado
Despoblado que forma parte de la parroquia:
- Riodecampos (Río de Campos)

## Demografía

### Parroquia
| Gráfica de evolución demográfica de Bogo (parroquia) entre 2000 y 2020 |
|                                                                        |
| Datos según el nomenclátor publicado por el INE.                       |

### Aldea
| Gráfica de evolución demográfica de Bogo (aldea) entre 2000 y 2020 |
|                                                                    |
| Datos según el nomenclátor publicado por el INE.                   |